# Этометазен

Этометазен (англ. Etomethazene) — синтетический опиоидный анальгетик, относится к «дизайнерским наркотикам». Дата создания: январь 2022. Активное действующее вещество: этометазен (5-methyl Etodesnitazene).
Номенклатурное название: 2-(2-(4-Ethoxybenzyl)-5-methyl-1H-benzo[d]imidazol-1-yl)-N,N-diethylethan-1-amine.
Молекулярная масса: 365,25.
Формула: C23H31N3O.
Этометазен представляет собой опиоид подгруппы бензимидазола, является производным этонитазена (в котором нитрогруппа (NO2) заменена метильной группой (CH3)) и аналогом ряда других представителей этой группы опиоидов, таких как методезнитазен, изотодезнитазен и других.
Этометазен — мощный опиоид, примерно в 2 раза сильнее фентанила, порядка в 60-80 раз сильнее героина (диацетилморфина) и в 120—140 раз — морфина. По психоактивности превосходит этазен и метонитазен. Действие вещества длится около 2 часов при вдыхании. Пост-эффекты сохраняются ещё в течение 5 часов. Основные способы употребления: внутривенный, интраназальный и вейпинг. Активная доза колеблется от 0,1 мг до 2 мг (в зависимости от чистоты и толерантности).
Потенциально обладает высокой наркогенностью, то есть способен вызывать наркоманию.
Российская Федерация: контроль за оборотом этометазена не установлен.
Республика Беларусь: контроль за оборотом этометазена не установлен.
Будет незаконным только в таких странах, как США, Австралия и Новая Зеландия, где действуют законы, эквивалентные Федеральному закону об аналогах.
На ноябрь 2022 год не был внесён в Перечень наркотических средств, психотропных веществ и их прекурсоров, подлежащих контролю в Российской Федерации.
Современными предварительными химико-токсикологическими исследованиями в организме не определяется (тест-системы не разработаны).